# Bautz

Logo

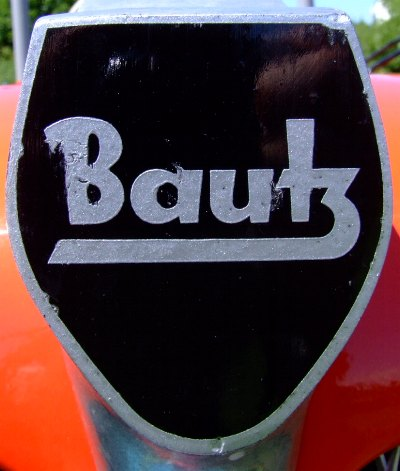
Logo

Die Josef Bautz AG war ein Hersteller landwirtschaftlicher Geräte mit Sitz im oberschwäbischen Saulgau in Baden-Württemberg.

## Geschichte

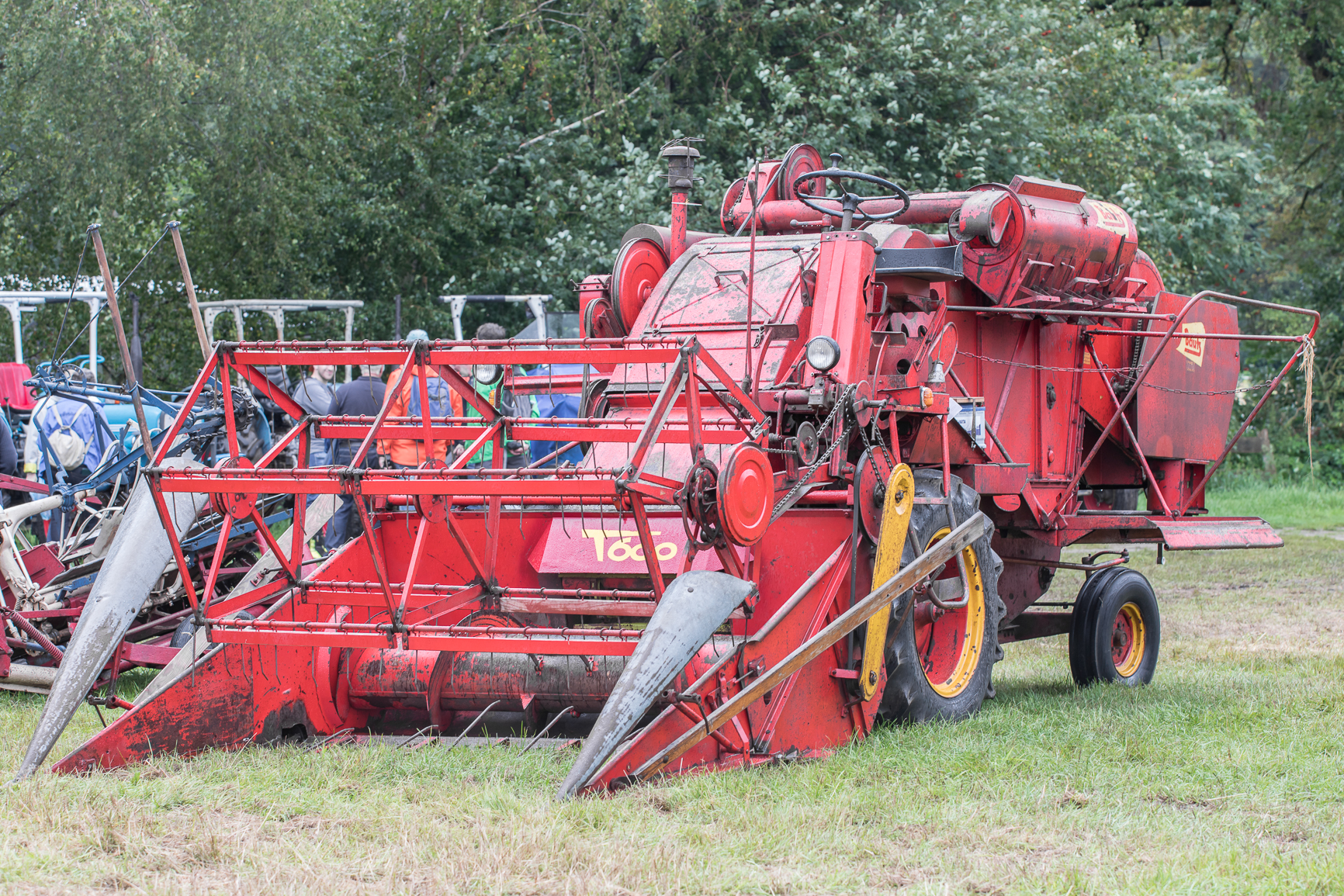
Bautz T 600

Das Unternehmen wurde um 1900 als Erntemaschinenfabrik gegründet. Zunächst beschränkte sich die Produktpalette auf Maschinen zur Grasbearbeitung, aber auch Getreideerntemaschinen wurden hergestellt. 1935 kaufte Josef Bautz eine zusätzliche Halle in Großauheim bei Hanau auf, um dort Traktoren zu produzieren. Es blieb aber bei wenigen Prototypen. 1939 wurde diese Produktionshalle zur Rüstungsproduktion beschlagnahmt. Im Gegenzug durften in Saulgau weiterhin Erntemaschinen produziert werden. Von 1943 bis 1945 war in der Saulgauer Produktionshalle für Bindemäher (Binderhalle) eine Rüstungsproduktionsstätte der Luftschiffbau Zeppelin untergebracht, in der Einzelteile der ballistischen Flüssigrakete Aggregat 4 (Propagandaname Vergeltungswaffe 2, kurz V2) produziert wurden. Bei der Produktion der Raketenteile wurden KZ-Häftlinge eingesetzt, die im Außenlager Saulgau des KZ Dachau unmittelbar neben dem Werksgelände von Bautz gefangengehalten wurden.
1949 erwarb Josef Bautz die Konstruktionsunterlagen des Traktorprototypen M1 von Zanker. Basierend darauf wurde der Bautz AS120 in Großauheim produziert und als erster Bautz-Traktor zum Jahreswechsel 1949/1950 vorgestellt. Im Lauf der Jahre vergrößerte Bautz die Modellpalette bis hin zu Traktoren mit 22 PS. 1958 wurde nach vier Jahren Entwicklungszeit mit dem T600 der erste selbstfahrende Mähdrescher von Bautz vorgestellt.
Nach Allianzen mit Nuffield und Hanomag gab Bautz nach 25.000 gefertigten Traktoren die Traktorherstellung 1962 auf und konzentrierte sich wieder auf das Geschäft mit Erntemaschinen.
Mit dem Bautz Titan wurde 1966 eine völlig neue Mähdreschergeneration getestet. Die ab 1968 in Serie lieferbaren Maschinen 1110 und 1111 waren mit einer Dreschkanalbreite von 1,04-Metern und vier Hordenschüttlern ausgerüstet. Die Fünfschüttlermaschinen 1310 und 1311 wiesen einen Dreschkanal mit 1,3-Metern Breite auf. Wassergekühlte Motoren mit 75, 110 und 150 PS Leistung sorgten für genügend Antrieb sowie Vortrieb über das Dreiganggetriebe. Bei den Modellen 1300 und 1301 erfolgte die Kraftübertragung auf die Räder der Größe 15-30″ mittels Hydrostat.
Im September 1969 kaufte der Landmaschinenkonzern Claas das Unternehmen und reihte dessen Erntemaschinen in die eigene Produktpalette ein.

## Traktormodelle

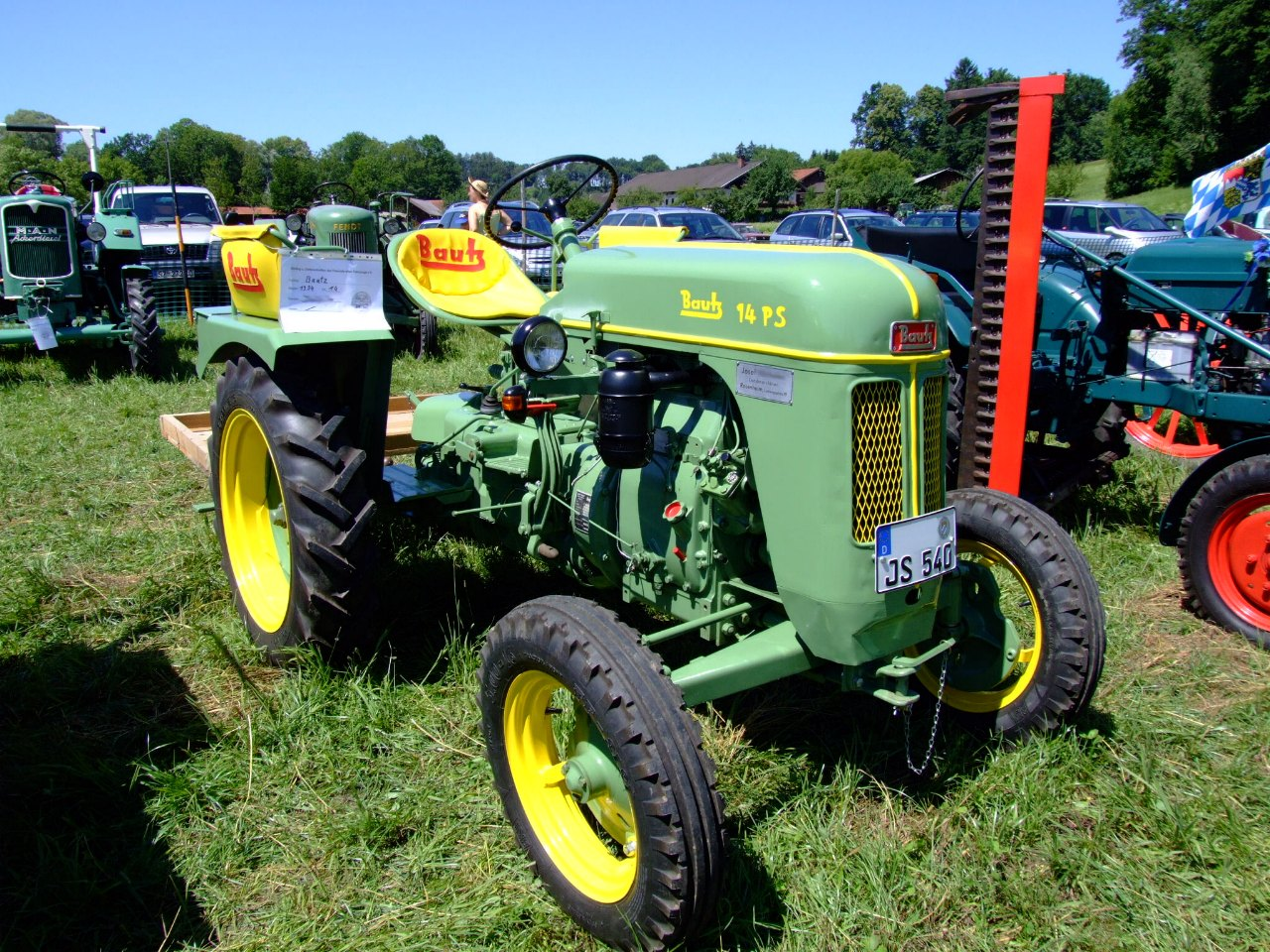
Bautz AS 120 (1954)

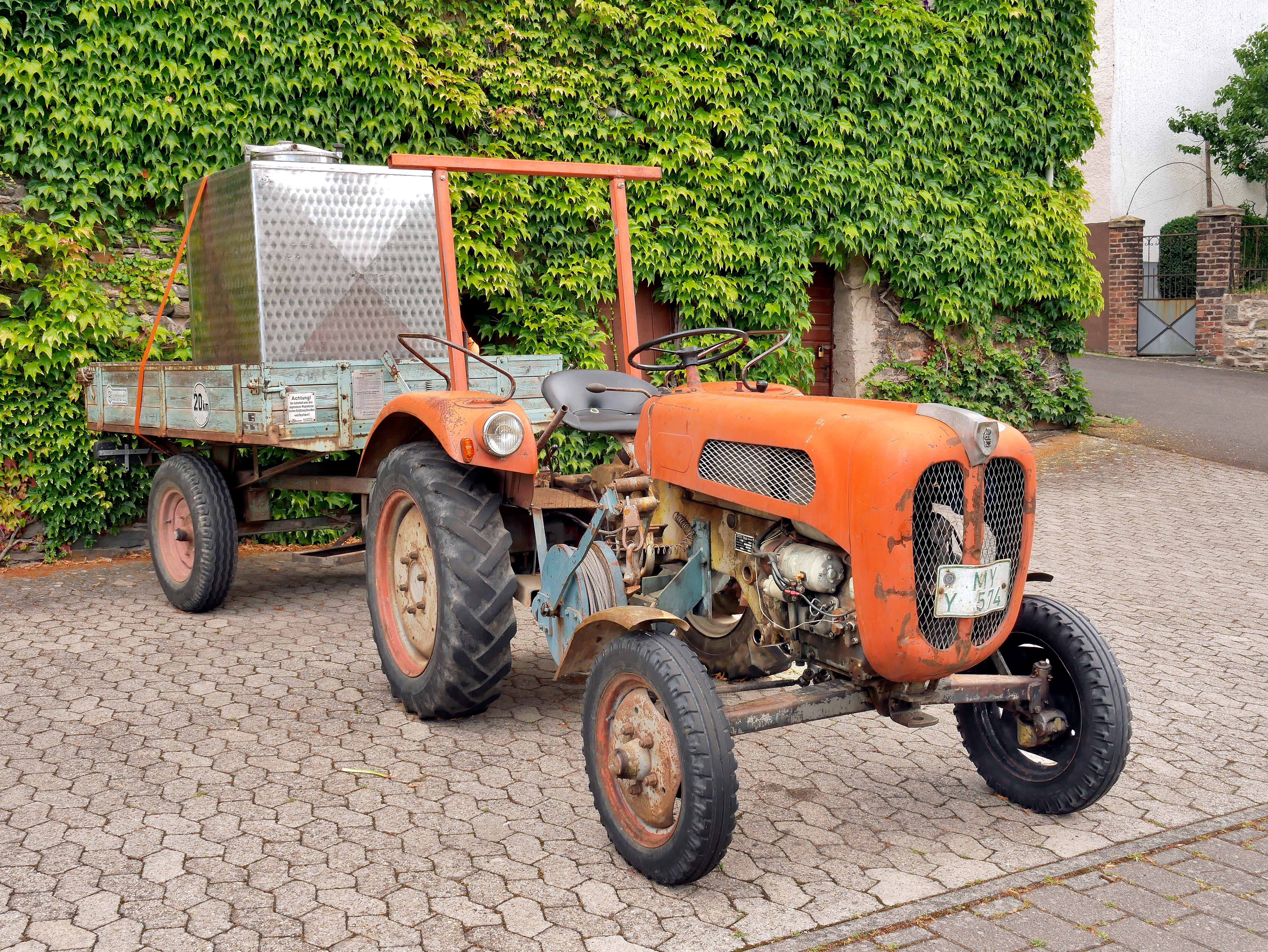
Bautz 200 D (1960)

### AS 120
In die Traktorenfertigung stieg die Firma Bautz 1950 mit dem AW/AS 120 ein. Dieser 14-PS-Schlepper-Traktor basierte auf den Konstruktionsunterlagen des Zanker-Schleppers M1. Schon dieser Schlepper verfügte serienmäßig über eine elektrische Licht- und Anlasseranlage, eine Riemenscheibe und eine Zapfwelle. Angetrieben wurde er von einem Einzylinder-Zweitakt-Dieselmotor. Die von 1951 bis 1953 ausgelieferte Version des AS 120 mit 12 PS war das erste eigenständige Bautz-Modell und wurde von einem wassergekühlten Zweizylinder-Viertakt-Dieselmotor des Herstellers Motorenwerke Mannheim angetrieben. Ab 1954 stand wahlweise ein luft- oder wassergekühlter Zweizylinder-MWM-Motor als Antrieb zur Verfügung. Der letzte AS 120 wurde 1959 produziert.

### AS 122
Als kleiner Bruder des AS 120 war von 1953 bis 1956 der AS 122 auf den Markt. Er hatte dieselbe Ausstattung wie der AS 120, verfügte jedoch über einen luftgekühlten 12-PS-MWM-Einzylinder-Dieselmotor mit nur 905 cm³ Hubraum. 1956 wurde eine verbesserte Variante des MWM-Motors verbaut. Der Traktor wurde in AL 122 umbenannt. Bis zum Produktionsende wurden von beiden Varianten 2.635 Einheiten verkauft.

### 200 und 300
Mit einsetzender Marktsättigung für kleine Schlepper brach bei Bautz der Absatz seiner Traktoren 1957 stark ein.
Man entwickelte zunächst das Modell 200 (1959) und in gleicher Optik dann das Modell 300 mit 20 PS.
Diese waren nicht nur als Zugtraktoren, sondern auch als Tragschlepper ausgelegt. Am augenfälligsten war der Wechsel bei der Lackierung: Die Schlepper wurden nun in Orange (Rot-Orange) statt in Grün ausgeliefert.